# Atanus rubralineus
Atanus rubralineus är en insektsart som beskrevs av Delong 1924. Atanus rubralineus ingår i släktet Atanus och familjen dvärgstritar. Inga underarter finns listade i Catalogue of Life.